# Автошина

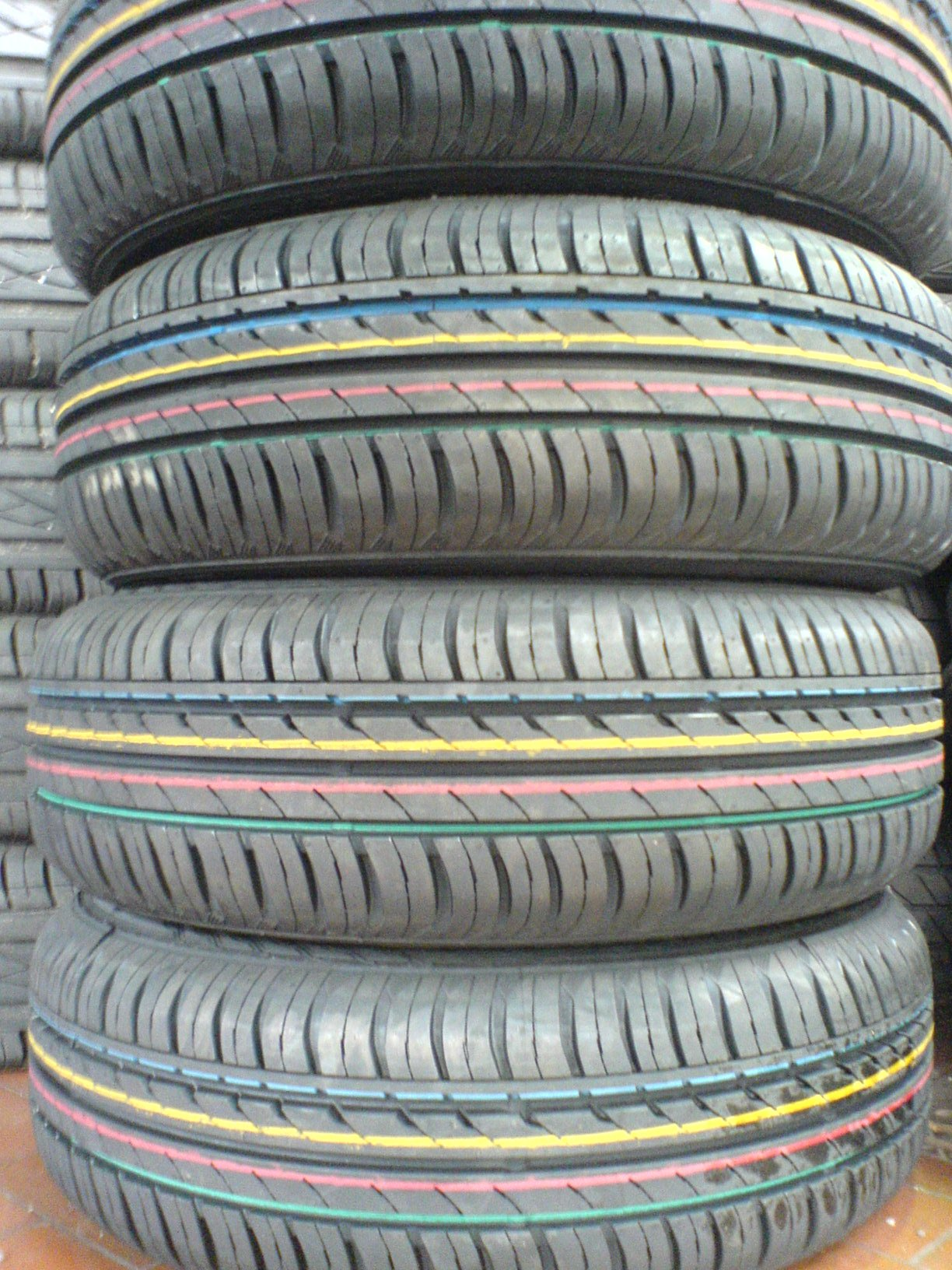
Пневматичні шини з кольоровим маркуванням

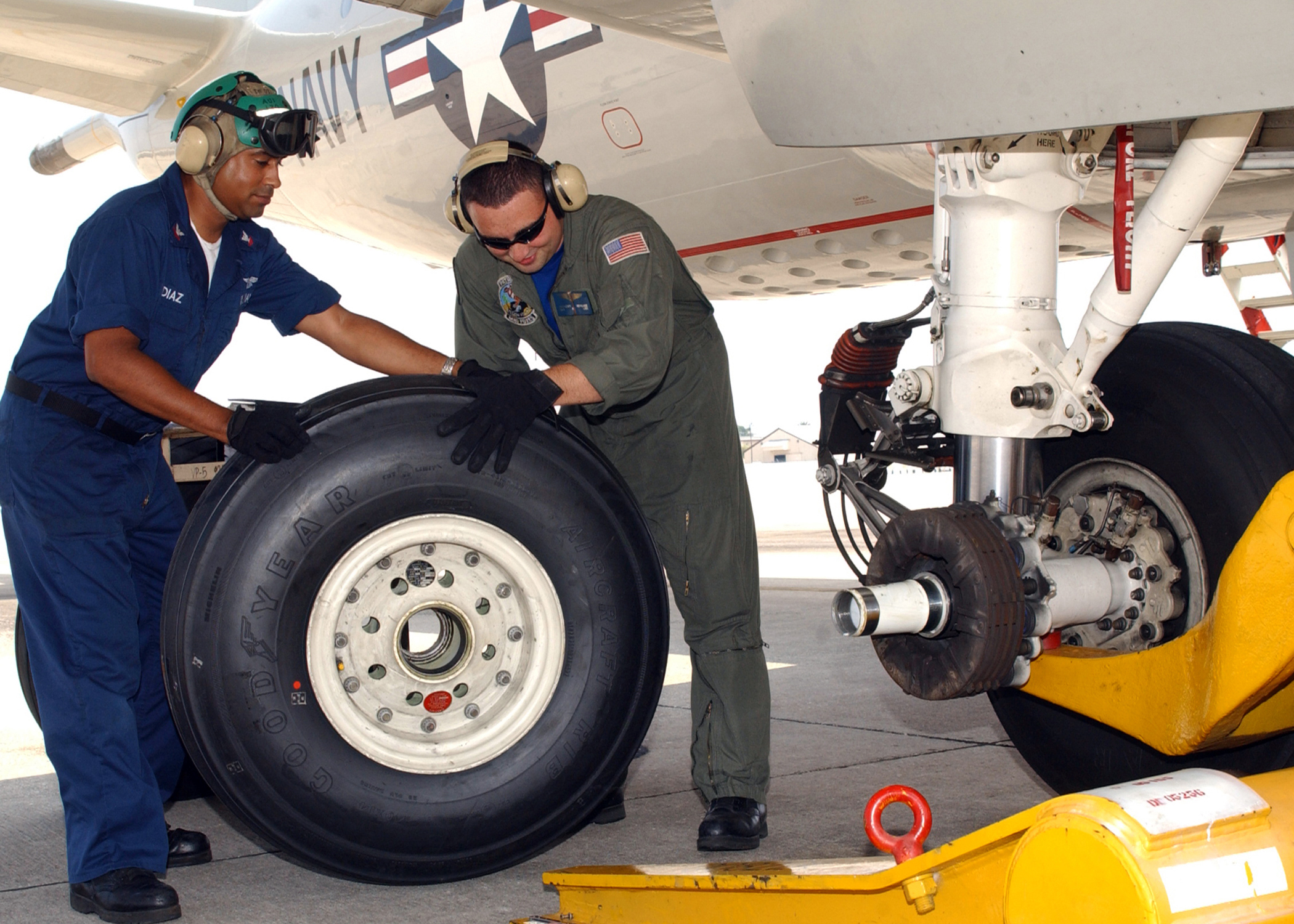
Заміна колеса з авіаційною шиною на шасі літака

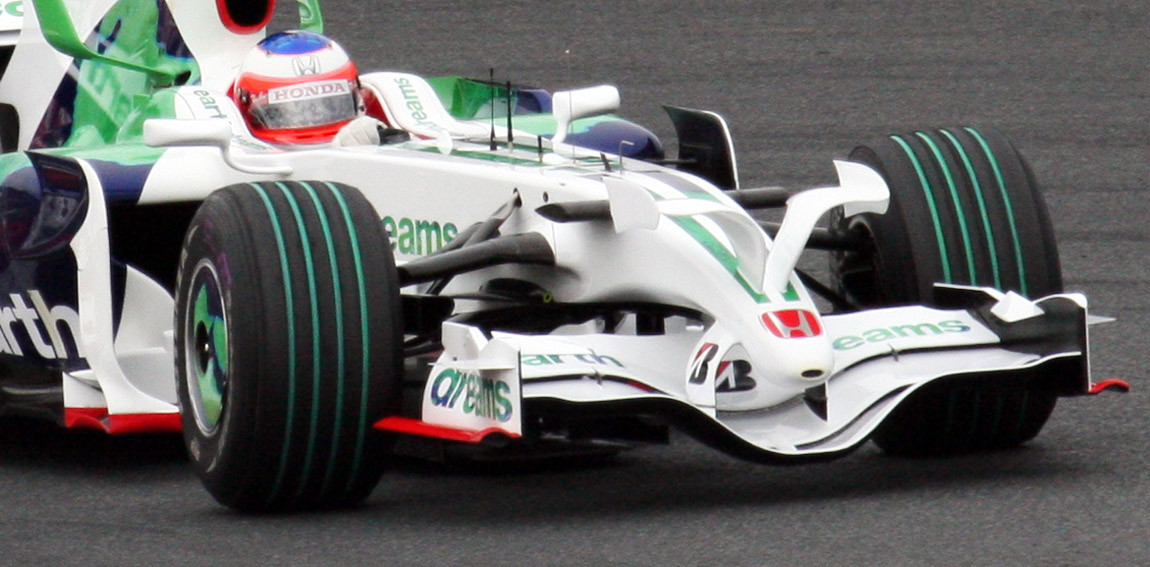
Спеціальні шини для болідів Формули-1

Автошина (побутові та жаргонні назви: скат, покришка або опона) — шина, яка встановлюється на ободі колеса автомобіля і заповнюється повітрям або іншим газом під тиском. Залежно від способу герметизації пневматичні шини виготовляються в камерному або безкамерному виконанні.
На практиці найчастіше вживаються скорочені назви — автошина або просто шина, але стандартизованою назвою, яка визначена міждержавним стандартом ГОСТ 24779-81 («Шины пневматические. Упаковка, транспортирование, хранение.»), є — «шина пневматична», тому що пневматичні шини експлуатуються не тільки на автомобілях, але й на тракторах, комбайнах, сільськогосподарській техніці, велосипедах, мотоциклах, інвалідних та дитячих візках, а також на літаках та інших рухомих механізмах та машинах. Клімат регіонів з суворою зимою, навчив автомобілістів підходити відповідально до запасів зимових шин, адже це безпека на дорозі. Моделі і виробники зимової гуми, мають свої недоліки і переваги. Деякі покришки впевнено почувають себе на сухому і глибокому снігу, а деякі легко справляються з крижаною поверхнею.

## Історія створення шин
На початках автомобілебудування застосовувались та продукувались цільні шини, оскільки тогочасні транспортні засоби були достатньо важкі, а завдання шини — витримати вантаж транспортного засобу, подолати силу тертя та уможливити рух. Саме така шина дозволяла оптимально поєднати ці вимоги. При виготовленні шин вони проходять процес вулканізації. Велосипедні шини дещо простіші.

### Історія і розвиток виробництва шин
1846 рік. Роберт Томсон винаходить першу гумову шину, і бере на неї патент. Він проводить випробування і доводить працездатність своєї конструкції. Проте винахід Томсона забувають після його смерті.
1888 рік. Джон Данлоп отримує патент на пневматичні шини для велосипеда. Саме він стає родоначальником виробництва шин.
1891 рік. Винайдено шину з дротяним бортом. Автор винаходу — Чальд Кінгстон Велч — запропонував розділити камери і шини, в вставляти в краї шин дротові кільця. Бартлетт і Дідьє відкривають прості способи монтажу і демонтажу шин, що дає старт широкому застосуванню автомобільних шин.
1914 — 1918 роки. Розробки пневматичних шин для автобусів і вантажівок. Відкриття великих фірм-виробників шин «Dunlop» (Англія), «Michelin» (Франція), «Goodyear», «Firestone» і «BFGoodrich» (США), «Continental» і «Метцелер» (ФРН), «Pirelli» (Італія).
1920-і роки. Відкриття теорії синтетичних реакцій. Нові прогресивні матеріали для виробництва шин.
1948 рік. Віскоза займає лідируючі позиції на ринку виготовлення автомобільних шин. Відкриття нейлонової кордової тканини.
1950-ті роки. Відкриття фірмою «Michelin» радіальних шин, характеристики яких в рази перевершують своїх попередників.
1960-ті роки. Нейлон займає лідируючу роль у виробництві автомобільних шин. Зміна співвідношення висоти шини до ширини профілю Н/В від 1 до 0.6, що поліпшує бічну стійкість автомобільних шин.
1970-ті роки. Відкриття сталевого волокна і активне застосування його у виробництві шин.

## Конструкція пневматичних шин

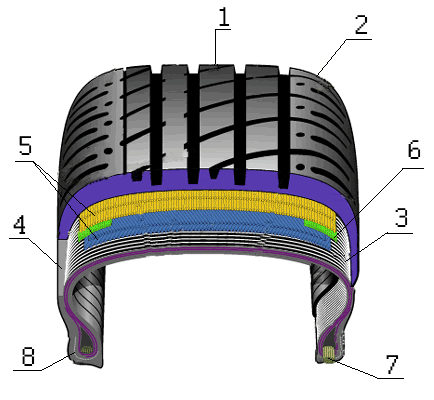
Конструкція пневматичної шини: 1 — протектор; 2 — плечевий блок з ламелями; 3 — каркас; 4 — боковина; 5 і 6 — брекер; 7 — бортове кільце; 8 — борт шини

Камерна шина складається з покришки та їздової камери з вентилем. Камерні шини для вантажних автомобілів мають також ободову стрічку.
Безкамерна шина являє собою вдосконалену покришку, що одночасно виконує функцію звичайної покришки і їздової камери. Герметична повітряна порожнина в таких шинах утворюється покришкою та ободом колеса.

### Покришка
Покри́шка — пружна гумово-кордова оболонка пневматичної шини, яка сприймає тягові і гальмівні зусилля та забезпечує зчеплення шини з дорожнім покриттям. Найважливішими елементами покришки є каркас, брекер, протектор, боковини та борти.

#### Каркас
Карка́с — гумово-кордова (силова) частина покришки виконується з одного або декількох шарів огумованого корду з гумовими прошарками, що закріплені на бортових кільцях.

#### Брекер
Бре́кер складається з одного або декількох шарів огумованого корду, укладеного з меншою щільністю ніж у каркасі, причому шари корду розділені гумовими прошарками. Брекер встановлюється між каркасом і протектором. Залежно від матеріалу корду розрізняють шини з текстильним брекером і з металокордним брекером.

#### Протектор

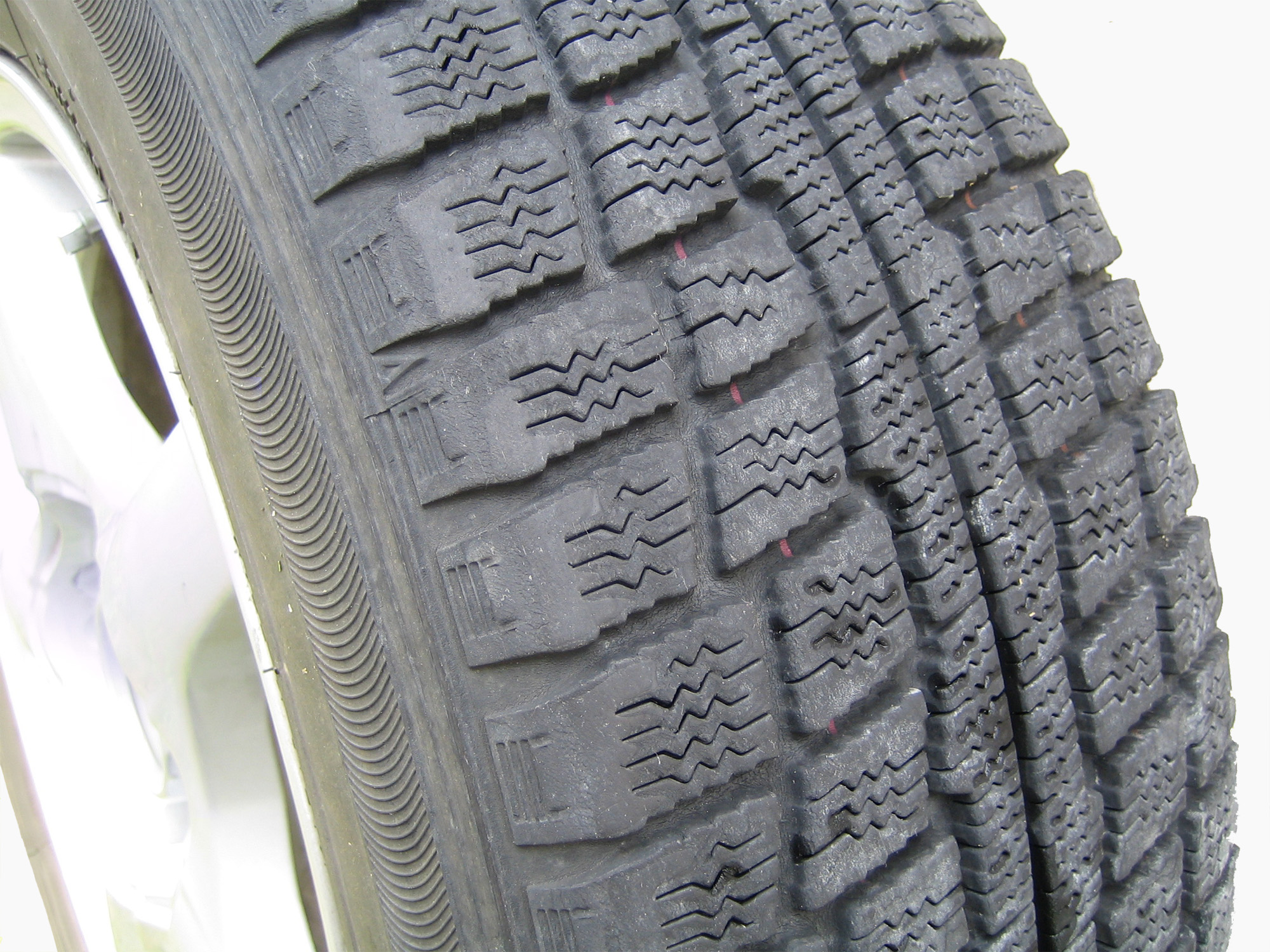
Протектор сучасної шини для легкового автомобіля. Малюнок протектора з ламелями.

Проте́ктор — зовнішня частина покришки являє собою масивний шар спеціальної гуми з рельєфним візерунком на зовнішній поверхні. Протектор забезпечує зчеплення з дорожнім покриттям та захищає каркас шини від механічних пошкоджень. Рельєфна частина поверхні протектора, що складається з сукупності виступів та заглиблень або рівчаків (канавок), а також ламелей (неглибоких тонких дрібних прорізів), називається малюнком або візерунком протектора.

#### Класифікація малюнків протектора
За експлуатаційним призначенням малюнки протектора поділяються на дорожній, універсальний, зимовий та підвищеної прохідності.
Дорожній малюнок — складається з шашок чи ребер розділених канавками (побутова назва «ромбик»), забезпечує збільшену зону контакту з дорожнім покриттям та стійкість до зносу, крім того забезпечує зниження рівні шуму на твердих покращених дорожніх покриттях.
Універсальний малюнок — складається з шашок чи ребер у центральній зоні бігової доріжки та ґрунтозачіпок по її краях. Такий малюнок збільшує зчеплення на м'яких ґрунтах, снігу
Зимовий малюнок — складається з утворених різно-направленими канавками блоків розсічених ламелями, блоки розташовані так, що в них можуть бути вмонтовані металічні шипи для запобігання ковзанню шини по льоду. Краї по контуру блоків гострі, що забезпечує додаткове зчеплення на засніжених та обледенілих дорожніх покриттях.
Малюнок протектора для шин підвищеної прохідності — складається з високих ґрунтозачіпок розділених глибокими й широкими виїмками і призначений для експлуатації в умовах бездоріжжя.
Іноді вживають термін всесезонний малюнок — компромісний малюнок між зимовим і дорожнім малюнками, де глибокі канавки сусідують з ламелями.
Крім того малюнки можуть бути асиметричними (коли відсутня симетрія малюнка відносно осі у площині обертання колеса) та спрямованими або направленими — тобто несиметричний відносно радіальної осі покришки, наприклад поперечні канавки розташовані «ялинкою».

#### Боковина
Бокови́на — зовнішня гумова деталь покришки, розташована паралельно площині обертання колеса, яка захищає каркас шини від бокових зовнішніх пошкоджень. На відміну від протектора боковина має тонший шар гуми і не має рисунка. На боковині також наноситься маркування шини.

#### Борт шини
Борт — жорстка частина покришки пневматичної шини, яка забезпечує її кріплення на ободі колеса. Борти складаються з одного або декількох кілець зі сталевого дроту, на яких закріплено каркас.

### Їздова камера
Їздова́ ка́мера — герметична тороподібна еластична трубка, зазвичай гумова, яка заповнюється через вентиль газом або повітрям під тиском.

### Вентиль камери
Ве́нтиль камери — зворотний повітряний клапан їздової камери, що призначений для наповнення камери повітрям, його утримання, випуску та регулювання внутрішнього тиску в шинах. Зазвичай, як вентиль використовується клапан Шрадера.

### Ободова стрічка
Ободо́ва стрічка або флі́пер — профільоване еластичне гумове кільце, яке розміщується в шині між їздовою камерою, бортами покришки та поверхнею обода колеса. Вона захищає камеру від защемлення між бортом покришки і ободом та від пошкодження нерівностями ободу. Ободна стрічка використовується в камерних шинах вантажних автомобілів і деяких видів сільськогосподарської техніки.

## Основні параметри шин

Схема профілю і основних розмірів шини. 1 — Шина; 2 — Обід колеса

Про́філь шини — контур шини в радіальній площині колеса.
Параметри профілю пневматичної шини визначаються за розмірами покришки, яку змонтовано на ободі рекомендованого розміру при відсутності навантаження та при відповідному заданому значенні внутрішнього тиску в шині.
Зовнішній діаметр (D) — діаметр найбільшого перерізу шини у площині обертання колеса.
Посадочний діаметр (d) — діаметр окружності, яка є лінією перетину поверхні основи борту шини з його зовнішньою поверхнею, практично це лінія контакту борта шини з ободом колеса.
Ширина профілю (B) — віддаль між двома площинами обертання колеса, які є дотичними зовнішніх поверхонь боковин шини.
Висота профілю (H) — половина різниці між зовнішнім (D) і посадочним (d) діаметрами шини.
Серія пневматичних шин — номінальне співвідношення висоти профілю (H) до його ширини (B) визначене у відсотках.
Ширина профілю ободу (A) — віддаль між зовнішніми поверхнями бортів шини встановленої на обід (див. схему профілю шини).
Статичний радіус шини (Rc) — віддаль від центру нерухомого навантаженого нормальним навантаженням колеса з шиною до пласкої опорної поверхні, на яку спирається шина.

## Класифікація шин
Пневматичні шини класифікуються за різними ознаками:
- за способом герметизації
- за формою профіля
- за типом конструкції
- за застосуванням по групах транспортних засобів

### Класифікація шин за способом герметизації
За способом герметизації шини поділяються на камерні та безкамерні.

### Класифікація шин за профілем
В залежності від співвідношення висоти H до ширини B профілю шини, а також співвідношення ширин профлів B шини та ободу A, шини класифікуються за конфігурацією профілю.
За конфігурацією профілю вирізняють шини:
- звичайного профілю або повнопрофільні
- широкопрофільні
- низькопрофільні
- наднизькопрофільні

| Параметр | Повний      | Широкий     | Низький     | Наднизький  |
| -------- | ----------- | ----------- | ----------- | ----------- |
| H/B      | > 0,89      | 0,60 — 0,90 | 0,70 — 0,88 | < 0,70      |
| A/B      | 0,65 — 0,76 | 0,77 — 0,89 | 0,69 — 0,76 | 0,69 — 0,76 |

Зі зменшенням висоти профілю шин поліпшується керованість, стійкість та плавність ходу автомобіля, а отже безпечність та комфортність їзди. Крім того збільшується економічність, пробіг та вантажопідйомність шин. Проте деталі підвіски зазнають набагато більших навантажень через те, що амортизуючі властивості шин зменшуються при зменшенні висоти профілю. Тому у місцевостях, де дороги не найкращі, використання низькопрофільних шин недоцільно (як в плані технічному, так і в плані комфорту).
Для складних умов пересування та для сільськогосподарської техніки за профілем вирізняють також пневматичні шини:
- пневмокоток — з відношенням висоти профілю до його ширини від 0,25 до 0,39 та відношенням ширини профілю обода до ширини профілю шини від 0,90 до 1,00;
- аркова шина — з відношенням висоти профілю до його ширини від 0,40 до 0,50 та відношенням ширини профілю обода до ширини профілю шини від 0,90 до 1,00.

### Класифікація шин за типом конструкції
За типом конструкції пневматичні шини поділяють на радіальні, діагональні та цілком металокордні (ЦМК).
Радіальна шина (шина типу R) має меридіальний (від борта до борта) напрямок укладки ниток корду у шарах каркаса, а корд укладається в шарах брекеру майже паралельно (під кутом не менше 65°) до площин бортів, з перехрещенням у суміжних шарах.
В діагональних шинах нитки корду каркаса і брекера у суміжних шарах перехрещуються під кутом від 45° до 60° в середній частині бігової доріжки.
В шинах ЦМК і в каркасі, і у брекері використовують виключно металокорд, практично це повністю металокордний варіант радіальної шини, завдяки чому має більшу товщину протектора та кращі експлуатаційні характеристики.

### Класифікація шин за застосуванням
В залежності від того, до яких груп відносять транспортні засоби, в яких експлуатуються шини, пневматичні шини умовно поділяються на:
- шини для велосипедів, мотоциклів і моторолерів (скутерів)
- шини для легкових автомобілів
- шини для легких вантажівок та мікроавтобусів
- шини для вантажних автомобілів і автобусів
- шини для великогабаритних автомобілів
- шини для сільськогосподарської техніки (шини для малої сільськогосподарської техніки відомі як «зберігачі дерну»)
- шини для навантажувачів
- шини для гоночних автомобілів

Такий поділ є досить умовним, бо шини однакового розміру можуть встановлюватись на автомобілі з сусідніх груп. Для прикладу, автошина для легкої вантажівки «Газель» розміром 185/70R16C, може експлуатуватися на легковому автомобілі ВАЗ-2121 «Нива». Крім того, класифікація автомобілів по групах є досить умовною і може суттєво відрізнятися у різних частинах та регіонах світу.

## Технологія виробництва шин
Виробничий процес, сировина
Основною сировиною для виробництва шини є натуральний каучук, синтетичний каучук, технічний вуглець та мастило. Частка гумових сумішей від загальної маси шини становить понад 80 %. На решту 20 % припадають різноманітні підсилювальні матеріали.
Приблизно половиною всього каучуку, що застосовується у процесі виготовлення шин, є натуральний каучук з каучукового дерева. Ці дерева ростуть у тропіках, у таких країнах як Малайзія та Індонезія. Більшість синтетичних каучуків, що виробляються на основі мастил, виготовляються в Європі.
Гумова суміш приблизно на третину складається із заповнювачів. Найважливішим з них є технічний вуглець, який надає шинам чорний колір. Іншим важливим заповнювачем є мастило, яке використовується у суміші як пластифікатор. Крім того, застосовуються такі добавки, як речовини, що вулканізують, зміцнювачі та інші речовини для поліпшення якостей та захисту гумових сумішей.
Змішування
На даній стадії вся сировина змішується і нагрівається при температурі приблизно 120 градусів за Цельсієм.
Склад гумової суміші є однаковим для різних частин шини. Склад також залежить від призначення та моделі шини. Гумова суміш, що використовується у літній шині для легкового автомобіля, відрізняється від гумової суміші зимової шини.
Створення нових сумішей та поліпшення існуючих є важливим завданням процесу розроблення шин.
Виробництво компонентів
Суміші використовуються для прогумовування різноманітних компонентів — наприклад, кабелів, тканин або брекерів. Для виробництва використовуються 10-30 різноманітних компонентів.
Більшість з них виконують функції підсилювачів.
Складання
Виробники шин складають не вулканізовані шини за допомогою спеціальної техніки.
Компоненти встановлюються на барабан складального верстата, а каркас шини розміщується на розтяжній машині. Після цього колесо машини намотує з'єднані поверхневий шар та брекер шини на каркас.
Каркас пресується і розтягується. Це робиться для того, щоб забезпечити міцне склеювання каркаса з вищезгаданими компонентами шини. Так створюється не вулканізована шина.
Вулканізація
Наступним кроком у виробництві шини є вулканізація.
Шина спікається всередині пресу під високим тиском, з використанням спеціальної прес-форми та набуває свого остаточного вигляду. Таким чином з'являється рисунок та необхідні позначки.
Контроль якості
Кожна виготовлена шина для легкового автомобіля перевіряється — як візуально, так і з допомогою спеціальної машини.
Під час візуального контролю шина перевіряється на наявність зовнішніх дефектів. Машина вимірює рисунок протектора, а також виконує перевірку на радіальний зсув та вплив бокових сил.
Після контролю якості шина тестується, маркується та передається на склад.

## Умовне позначення шини
Умовне позначення пневматичної шини дає інформацію про її основні розміри і тип конструкції. Зазвичай умовні позначення використовуються у технічній, довідковій літературі, а також наносяться на бокову поверхню (боковину) шини і є найважливішим і обов'язковим елементом маркування пневматичних шин.
В умовному позначенні шини наводяться:
- розміри ширини профілю B і посадочного діаметра ободу d. Ці параметри можуть позначатися в міліметрах, дюймах або мати мішану розмірність. На деяких типах шин робиться подвійне позначення — в дюймах та міліметрах. Таке позначення відображає типорозмір шини. Натомість модель шини визначає тип протектора.
- В позначенні шини може бути вказаний індекс серії шини (відношення висоти профілю H до його ширини B, виражене у відсотках)
- Наявність літери-індексу R в умовному позначенні означає, що це — шина радіальної конструкції. Діагональні шини спеціального індексу-літери в позначенні не мають.
- Цифри індексу серії шини та індекс типу конструкції розміщують між цифрами параметрів ширини профілю шини та діаметра посадочного ободу.
- Літери-індекси C (скорочення від англ. Commercial) або LT (англ. Light Truck) для США і Канади, які стоять у кінці умовного позначення, означають, що шина призначена для експлуатації на легких вантажівках і мікроавтобусах і може витримувати більші навантаження.
- Індекс L (англ. Low Section Tyre) означає, що шина низькопрофільна, але вживається не завжди.
- Широкопрофільні шини (зокрема для деяких видів автоперегонів) мають окрему систему позначення, яке складається з трьох чисел: перше вказує розмір зовнішнього діаметра шини, друге — ширину профілю, третє — розмір посадочного діаметра обода.

Нижче наведені приклади умовних позначень для різних типів шин.

### Позначення пневматичних шин для легкових автомобілів, легких вантажних автомобілів і мікроавтобусів
У позначенні радіальної шини цього класу параметри розділені індексом серії та літерою R:
Де 175 — ширина профілю в міліметрах, 70 після косої риски — індекс серії у процентах (тут 70 %), 13 — посадочний діаметр у дюймах.
Для діагональних шин із співвідношенням висоти профілю до його ширини більше, ніж 0,88 можливим є два типи позначень, або ширина профілю і посадочний діаметр у дюймах через тире:
де 8.40 — ширина профілю в дюймах, 15 — посадочний діаметр в дюймах;
або ширина профілю в міліметрах і посадочний діаметр у дюймах через тире:
де 215 — ширина профілю у міліметрах, 90 — індекс серії, 15 — посадочний діаметр в дюймах, C — індекс, що вказує на можливість експлуатації шини на мікроавтобусах і легких вантажівках.

### Позначення пневматичних шин для тракторів та сільськогосподарських машин
Діагональні повнопрофільні шини:
де 15.5 — ширина профілю в дюймах, 38 — посадочний діаметр у дюймах
Діагональні низькопрофільні можуть позначатися в два способи: з зазначенням індексу L або індексу серії.
де 18.4 та 16.5 — ширини профілю в дюймах, 30 та 18 — посадочні діаметри в дюймах, 70 — індекс серії.
Радіальні шини:
де 9.5 — ширина профілю в дюймах, 32 — посадочний діаметр у дюймах.

### Позначення пневматичних шин для авіаційної техніки
В умовному позначені шин для авіаційної техніки вказуються в міліметрах значення зовнішнього діаметра та ширини профілю, наприклад:
де 660 — зовнішній діаметр шини (600 мм), 200 — ширина профілю (200 мм).
Для деяких моделей додається і величина посадочного діаметра ободу:
де 1300 — зовнішній діаметр шини (1300 мм), 480 — ширина профілю (480 мм), 560 — посадочний діаметр ободу (560 мм).

## Маркування шин
Розмір шини — це є найважливіша інформація, вказана на самій шині. Розмір позначається комбінацією цифр і літер. Наприклад, 185/65 R 14 86 T розшифровується так:
185 — це є ширина шини в мм,
65 — це є висота профілю шини (відношення висоти до ширини) в % (відсотках), R — позначає радіальну конструкцію,
14 — це є діаметр обода в дюймах,
86 — це є індекс навантаження, T — це є швидкісна категорія.
Індекс швидкості вказує максимально дозволену швидкість автомобіля, при якій шина зберігає свої експлуатаційні якості. Вибір індексу швидкості визначається маркою та моделлю автомобіля. Використання шин з надто низьким індексом швидкості може призвести до погіршення динамічних якостей, а з надто високим — до зниження комфорту для водія.
Основні індекси швидкості: Q — 160 км/год
T — 190 км/год
H — 210 км/год
V — 240 км/год
W — 270 км/год
Y — 300 км/год
| Літера індексу | Макс. швид. км/год | Літера індексу | Макс. швид. км/год |
| -------------- | ------------------ | -------------- | ------------------ |
| B              | 50                 | Q              | 160                |
| C              | 60                 | R              | 170                |
| D              | 65                 | S              | 180                |
| E              | 70                 | T              | 190                |
| F              | 80                 | U              | 200                |
| G              | 90                 | H              | 210                |
| J              | 100                | V              | 240                |
| K              | 110                | VR             | 210+               |
| L              | 120                | W              | 270                |
| M              | 130                | Z              | 240+               |
| N              | 140                | ZR             | 240+               |
| P              | 150                | Y              | 300                |

Маркування DOT, значить, автопокришки відповідають стандартам безпеки Department of Transportation — Транспортного Департаменту США. Шини, призначені для України мають мітку «Е», тобто ці шини пройшли перевірку і відповідають європейським нормам.
Виглядає так: DOT M5H3 459X 064. Що означає: М5Н3 — фірма-виробник і код підприємства, 459Х — код типорозміру, 064 — тиждень і рік виготовлення.
Нижче приводиться докладний опис маркування шин :
1. Торгова марка шини (назва моделі шини), наприклад, NRT2. Торгова марка — визначає перш за все конкретний малюнок протектора, а також в ній відбиті також різні конструктивно-технологічні особливості, що відрізняють дану шину від інших. Кожна фірма користується своєю системою кодів, тому однакові букви і цифри в модельних індексах у різних виробників можуть означати абсолютно різні шини. Якщо Ви вирішили точно дізнатися, що саме означає та або інша торгова марка, скористайтеся фірмовими каталогами.
2. Позначення максимального навантаження (відповідно до вимог міністерства транспорту США). Деякі фірми його розшифровують — пишуть дрібним шрифтом MAX LOAD (максимальне навантаження) і далі указують навантаження в кілограмах і англійських фунтах (приклад MAX LOAD 515 kg(1135 lbs), 1 lbs=0,4536кг). Необхідно застерегти Вас від однієї розхожої помилки. Неправильно розраховують граничну масу автомобіля, якому підходять шини з даним навантаженням множенням MAX LOAD на 4 (тобто на кількість коліс машини). Отримана таким чином маса виявляється сильно завищеною. Шини не повинні працювати під граничним ваговим навантаженням.
Крім того, Ваш автомобіль не тільки стоятиме на рівній поверхні, а при русі або на нерівній поверхні можливе нерівномірне навантаження на колеса. Тому від максимальної маси потрібно відняти 20 % її величини — якщо у Вас легкова машина, або 30 % — якщо у Вас позашляховик. Крім того, навіть якщо Ви і віднімете потрібні відсотки, не факт, що і ця маса буде допустимою. Річ у тому, що MAX LOAD — це є граничне навантаження для шини взагалі, без прив'язки до особливостей конструкції конкретного автомобіля. А така прив'язка обов'язкова.
Адже є автомобілі, які вимагають недовантажених шин, а то і шин різної вантажопідйомності (11) на різних осях — це пояснюється особливостями розвалу, керованості і так далі. Бездумний, механічний перерахунок теоретичного значення MAX LOAD ні до чого доброго не приведе. Керуйтеся паспортом Вашої машини.
3-4-5. Відмітка, потрібна згідно з нормативними документами США про інформування споживачів (рівень якості); TREAD WEAR INDEX (TWI) — це є індекс зносостійкості, TRACTION INDEX — це є індекс зчіпних якостей; TEMPERATURE INDEX — це є температурний індекс
6. Максимально допустимий тиск повітря в шині — MAX PRESSURE. Указується в кілопаскалях і фунтах на квадратний дюйм (приклад 3,0 kps(44psi), 1psi=0,0069 МПа для шини в «холодному» стані)
7. Виробник — назва фірми розробника і виробника шин.
8. Умовні позначення на відповідність вимогам нормативних документів, що стосуються шин: Е17 — відповідність Європейським стандартам.
DOT — відповідність стандартам США.
1 — Позначення моделі шини.
2 — Позначення індексу здатності ІНС (для одинарних коліс/для здвоєних) і категорії швидкості (J), що несе, у відповідності Правилами F 54 ЕЕК ООН і стандартів ETRTO.
3 — Позначення розміру шини, що включає ширину профілю (12,00 дюймів), діаметр обода (20 дюймів) і тип конструкції (буква «R» для радіальної конструкції, а для діагональної конструкції букви «D» не приводиться).
4 — Напис «TUBELESS» — якщо шина встановлена без камери, «TUBE» («TUBE TYRE») — камерна шина, без позначення — камерна шина.
5 — Напис «REINFORCED» — посилена шина.
6 — Серійний номер шини.
7 — ГОСТ або ТУ, по яких шина виготовлена.
8 — Дата виготовлення — 4 цифри (дві перші — тиждень (20), останні — рік виготовлення шини (97)).
9 — Напис «REGROOVABLE» — можливість поглиблення протектора малюнка методом нарізки.
10 — «PSI» — індекс тиску, показниковий тиск повітря в шині відповідне максимальному навантаженню, що допускається.
11 — Знак національної відповідності при обов'язковій сертифікації продукції в Системі сертифікації ГОСТ Р.
12 — Знак офіційного твердження, що складається з круга, в якому проставлені буква «Е», що означає відповідність шин правилам K 54 ЕЕК ООН і відмітний номер країни.
13 — Тип малюнка протектора («M+S» або «M&S» (сніг і болото) — для шин із зимовим малюнком протектора; «ALL SEASSON» — для шин зі всесезонним протектором; «OUTSIDE» (зовнішня сторона) — для шин з асиметричним малюнком протектора).
14 — Позначення малюнка протектора.
15 — Країна-виробник шини англійською мовою.
16 — Товарний знак підприємства-виробника.
17 — «TWI» (TREAD WEAR INDICATION, що дослівно — індикаторна доріжка зносу) — знак індикатора зносу, який розміщується по куту протектора рівномірно в шести місцях по колу.
18 — Конструкція шини («RADIAL» — радіальна конструкція каркаса може бути доповнена словами «RADIAL STEEL BELT»; «RADIAI STEEL», що означають, що шина має металокордний брекер; «ALL STEEL» — для цільнометалокордних шин).
19 — Стрілка (на шинах, що мають направлений малюнок протектора) — указує напрям обертання колеса.
20 — HC або PR — норма шаровості, що визначає максимальне допустиме навантаження.
21 — Характеристика шини — зведення про конструкцію шини.
22 — Умови і рекомендації по експлуатації шини.
Умовні позначення пневматичної шини, що проставляються на бічній поверхні, указують її основні розміри і тип конструкції.
В умовному позначенні автомобільних покришок приводяться значення ширини профілю В і посадочного діаметра d обода. Ці параметри можуть виражатися в міліметрах, дюймах або мати змішану розмірність; для деяких шин розробники роблять це позначення подвійним — і в міліметрах, і в дюймах.

## Протектор
Шини з направленим типом «бігової доріжки» добре відводять сніг і воду із зони контакту з поверхнею, менше «шумлять», а відрізнити їх можна за зовнішнім виглядом.

## Стандарти
- ДСТУ 2219:2015 Шини пневматичні. Конструкція. Терміни та визначення понять.
- ДСТУ 4406:2005 Шини пневматичні. Загальні технічні вимоги безпеки.
- ГОСТ 4754-97 Шини пневматичні для легкових автомобілів. Причепів до них, легких вантажних автомобілів і автобусів малої місткості. Технічні вимоги.
- ГОСТ 24779-81 Шини пневматичні. Упакування. Транспортування. Зберігання

## Виробники шин

### Україна
- Росава
- Дніпрошина

### Світ
1. Шини Bridgestone
2. Шини Continental
3. Шини Dunlop
4. Шини Goodyear
5. Шини Marangoni
6. Шини Michelin
7. Шини Nokian
8. Шини Pirelli
9. Шини Vredestein
10. Шини Fulda

## Застосування зношених автошин
З радянських часів зберігся звичай використовувати старі автошини для оздоблення дитячих майданчиків та прибудинкових територій.
В незалежній Україні автошина, так само як розкладачка чи намет, стала типовим атрибутом протестних акцій

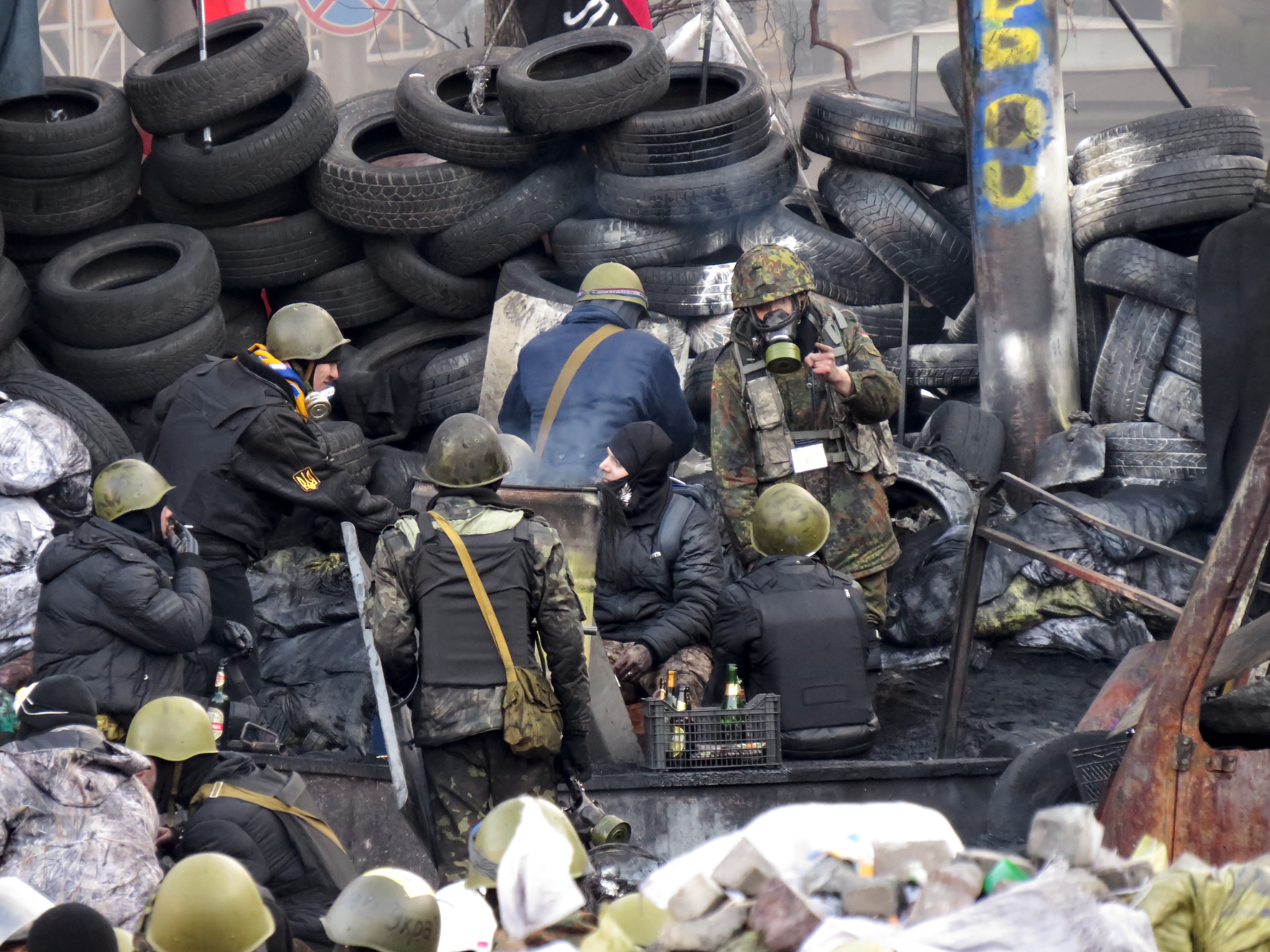
Барикада з автошин під час протистояння 18 лютого в Києві
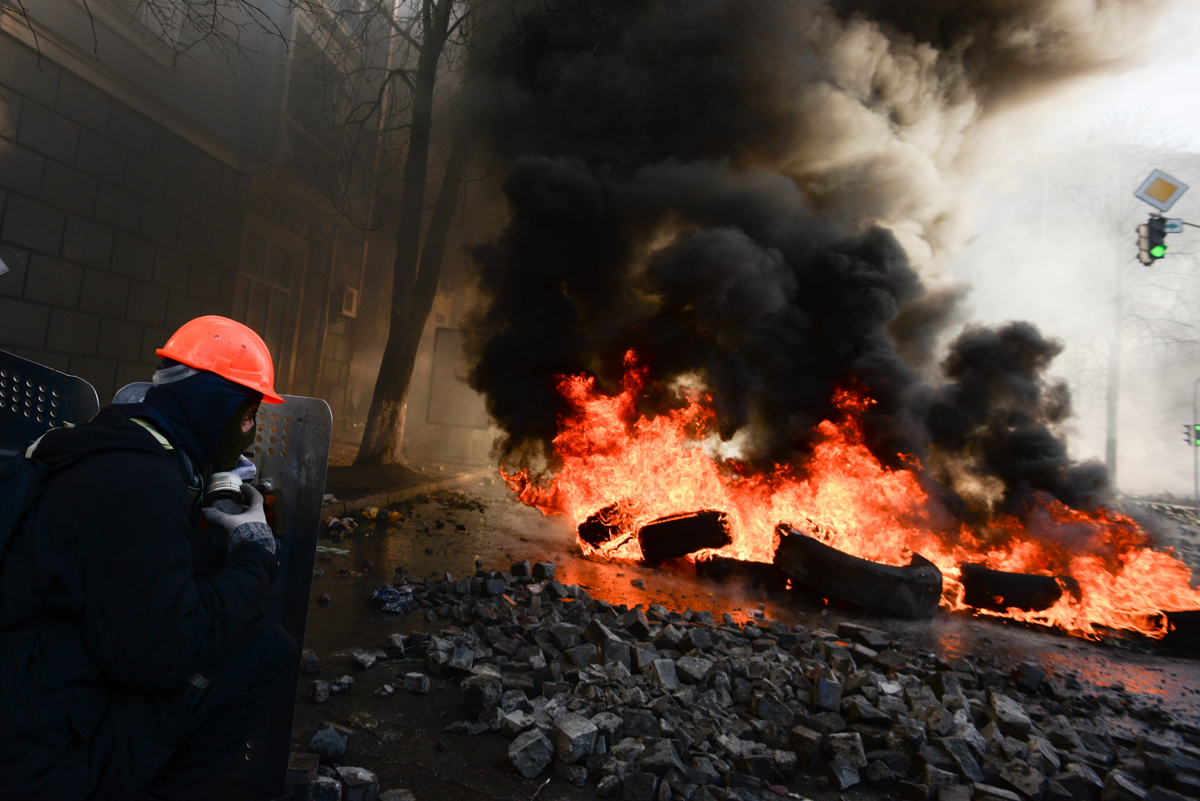
Полум'я та дим з палаючих автошин захищає протестувальників під час протистояння 18 лютого в Києві
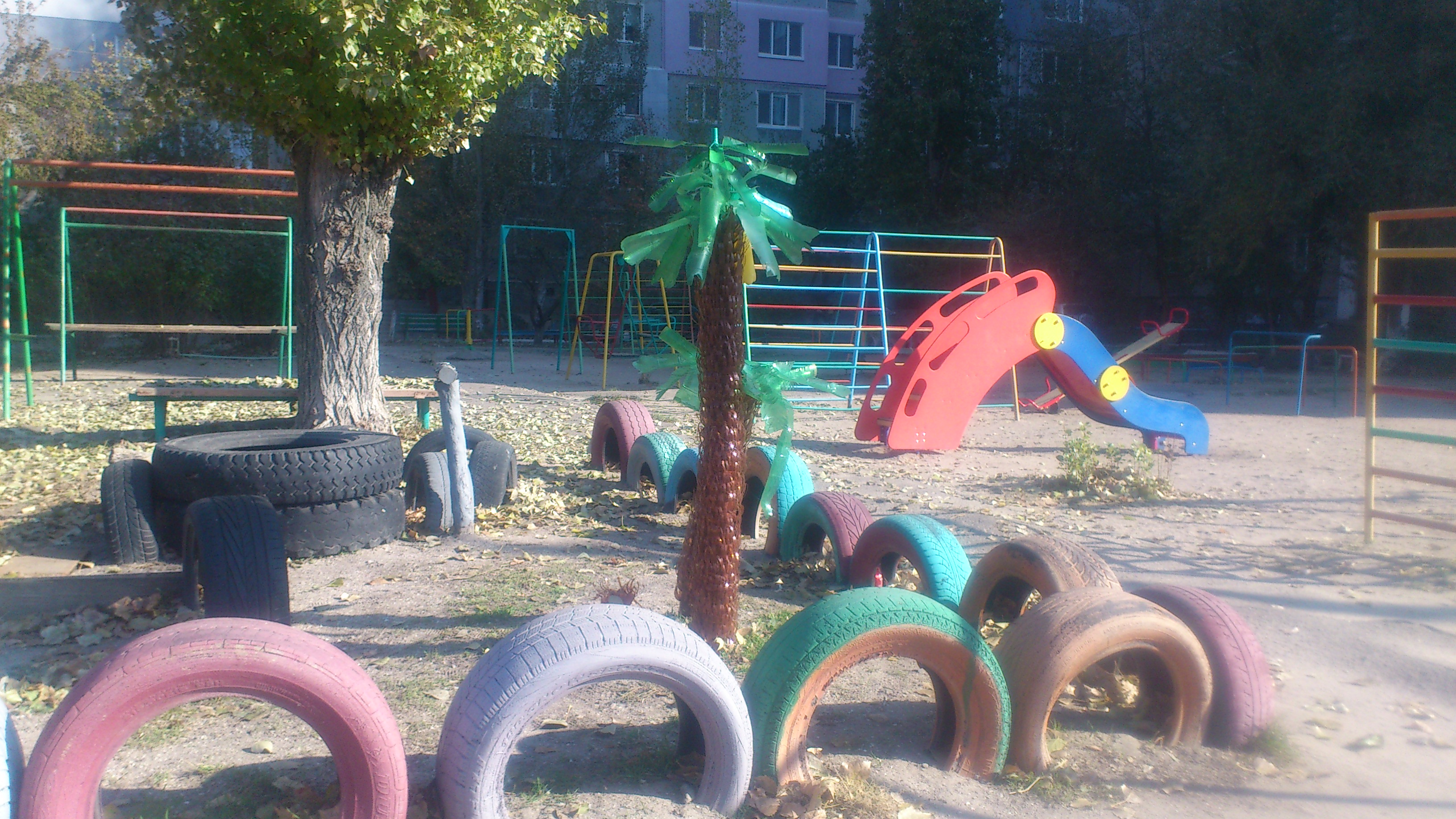
Дитячий майданчик з автошинами і деревом з пет-пляшок на Намиві в Миколаєві
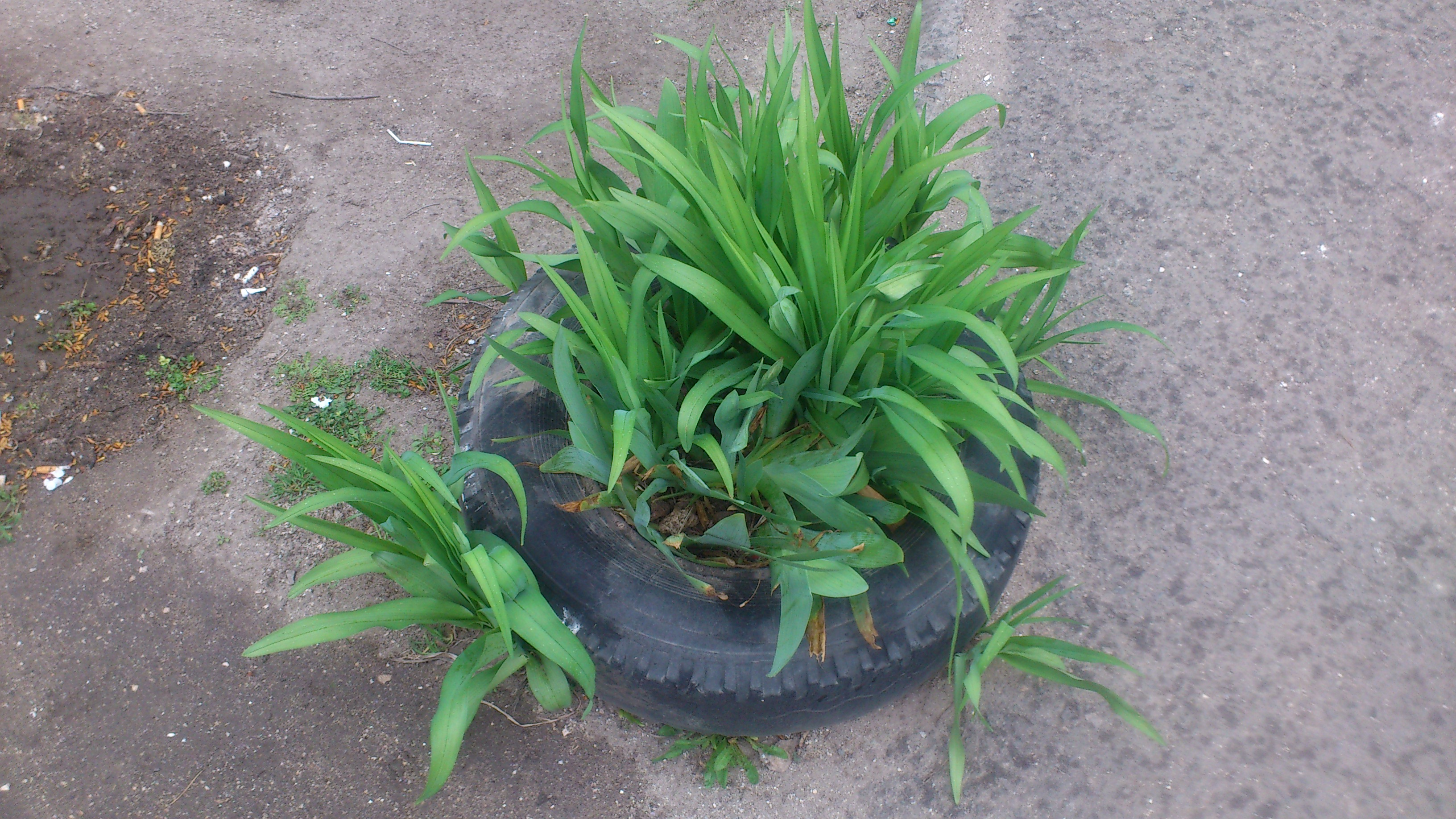
Шина-клумба на Намиві в Миколаєві

## Цікаві факти
- Ще в 1966 році шини легкової «Волги» ходили 30 тисяч кілометрів.[6]